# 岑毓英
岑 毓英（しん いくえい、Cen Yuying、道光9年6月1日（1829年6月26日） - 光緒15年5月11日（1889年6月6日））は、清の軍人・政治家。字は彦卿、号は匡国。広西省泗城府西林の那労寨出身。出自はチワン族で、チワン族で初めて総督に出世した。岑春煊の父。
土司の家系に生まれたが、土司制度の廃止で没落していた。パンゼーの乱が発生すると団練を率いて雲南省に入って回族軍との戦いに従事し、功績を重ねて要職についていった。同治元年（1862年）、雲南巡撫の徐之銘が昆明で馬徳新・馬如龍の回族軍に包囲されると、岑毓英は回族軍と談判し、馬徳新と馬如龍を投降させた。この功により雲南布政使に任命された。翌同治2年（1863年）、馬如龍の部下で参将に任ぜられた馬栄が反旗を翻したがこれを鎮圧、同治6年（1867年）には雲南省と貴州省の境界の陶新春率いるミャオ族の反乱を制圧した。
同治7年（1868年）、雲南巡撫となって杜文秀率いる回族軍の鎮圧にあたり、同治11年（1872年）に本拠地の大理を陥落させた。同治3年（1874年）の日本の台湾出兵後に福建巡撫に任命され、福建省と台湾を管轄し、海岸の防衛の強化に当たった。また軍備だけではなく、光緒8年（1882年）からの台北城建設にも尽力している。
同年に雲貴総督に就任、在任中の光緒10年（1884年）に清仏戦争が発生し、トゥインクワンの戦いに参加した。光緒15年（1889年）に昆明市で死去した後、襄勤と諡された。墓所は桂林の堯山にある。子の岑春煊、孫の岑徳広も政治家として活動した。

## 著書
- 『岑襄勤公遗集』台北文海出版社、1976年。